# Keeps Gettin' Better: A Decade of Hits
Keeps Gettin' Better: A Decade of Hits je album od americké zpěvačky Christiny Aguilery. Toto výběrové album obsahuje největší hity ze všech tří alb vydaných do data vydání této kompilace: Christina Aguilera (1999), Mi Reflejo (2000), Stripped (2002) and Back to Basics (2006). Na albu byly vydány i dvě nové písně a dvě starší, ale předělané. Album bylo vydáno 7. listopadu, 2008 v Evropě a 11. listopadu, 2008 ve Spojených státech amerických. Album má také deluxe verzi, která mimo CD obsahuje i DVD s 10 videoklipy a jiný obal se žlutým okrajem.

## Seznam skladeb
1. Genie in a Bottle – 03:38
2. What a Girl Wants – 03:35
3. I Turn to You – 04:36
4. Come On Over (All I Want Is You) – 03:25
5. Nobody Wants to Be Lonely (with Ricky Martin) – 04:12
6. Lady Marmelade (with Lil Kim, Mya & Pink) – 04:26
7. Dirrty – 04:46
8. Fighter – 04:09
9. Beautiful – 04:01
10. Ain't No Other Man – 03:49
11. Candyman – 03:15
12. Hurt – 04:04
13. Genie 2.0 – 04:15
14. Keeps Gettin' Better – 03:03
15. Dynamite – 03:09
16. You Are What You Are (Beautiful) – 04:44